# Витория-ду-Жари
Витория-ду-Жари (порт. Vitória do Jari) — муниципалитет в Бразилии, входит в штат Амапа. Составная часть мезорегиона Юг штата Амапа. Входит в экономико-статистический микрорегион Мазаган. Население составляет 12 428 человек на 2010 год. Занимает площадь 2508,979 км². Плотность населения — 4,95 чел./км².

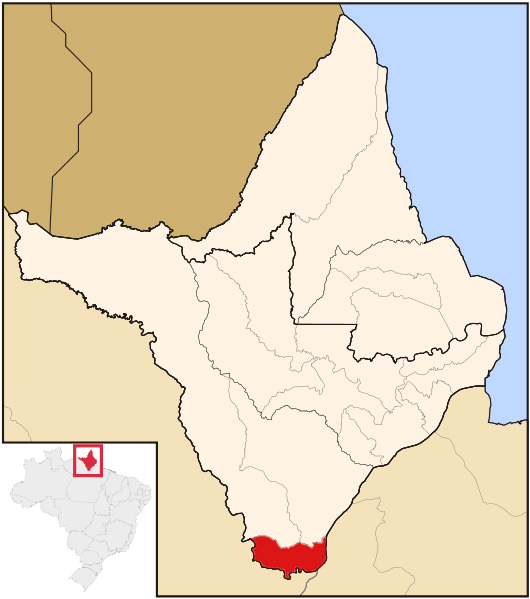
Витория-ду-Жари на карте штата.

## История
Город основан 8 сентября 1997 года.

## Границы
Муниципалитет Витория-ду-Жари граничит
- на севере —  муниципалитеты Ларанжал-ду-Жари, Мазаган
- на востоке, юге и западе —  штат Пара.

## Демография
Согласно сведениям, собранным в ходе переписи 2010 года Национальным институтом географии и статистики (IBGE), население муниципалитета Витория-ду-Жари составляет
| Полное население                               | Полное население                               | Полное население                               | Полное население                               | 12 428 |
| ---------------------------------------------- | ---------------------------------------------- | ---------------------------------------------- | ---------------------------------------------- | ------ |
| в том числе                                    | Городское население                            | 10 302                                         | Процент городского населения, %                | 82,89  |
|                                                | Сельское население                             | 2126                                           | Процент сельского населения, %                 | 17,11  |
|                                                | Мужское население                              | 6427                                           | Процент мужского населения, %                  | 51,71  |
|                                                | Женское население                              | 6001                                           | Процент женского населения, %                  | 48,29  |
| Плотность населения, чел/км²                   | Плотность населения, чел/км²                   | Плотность населения, чел/км²                   | Плотность населения, чел/км²                   | 4,95   |
| Население муниципалитета в % к населению штата | Население муниципалитета в % к населению штата | Население муниципалитета в % к населению штата | Население муниципалитета в % к населению штата | 1,86   |

По данным оценки 2015 года, население муниципалитета составляет 14 364 жителя.

## Важнейшие населенные пункты
| № | Населённый пункт | Населённый пункт (порт.) | Категория | Население чел. (2010) (место среди н.п. штата) | На карте                       |
| - | ---------------- | ------------------------ | --------- | ---------------------------------------------- | ------------------------------ |
| 1 | Витория-ду-Жари  | Vitória do Jari          | город     | 10 302 (6)                                     | 0°55′52″ ю. ш. 52°25′23″ з. д. |
| 2 | Жариландия       | Jarilândia               | поселок   | 435 (46)                                       | 1°07′24″ ю. ш. 51°59′51″ з. д. |

## Статистика
- Индекс развития человеческого потенциала на 2000 год составляет 0,659 (данные: Программа развития ООН).